# Álvaro Arroyo
Álvaro Arroyo Martínez (Madrid, 22 juli 1988) is een Spaans voormalig voetballer die doorgaans speelde als rechtsback. Tussen 2008 en 2021 was hij actief voor Rayo Vallecano B, Getafe B, Alcorcón en Albacete.

## Carrière
Arroyo speelde in de jeugdopleiding van Rayo Vallecano uit zijn geboortestad Madrid. In 2008 speelde de verdediger in de Tercera División, het vierde niveau van Spanje, voor de beloften van Rayo. Na één seizoen in dat team tekende hij voor het nabijgelegen Getafe, waar hij ook eerst in het tweede elftal speelde. Zijn eerste optreden voor het eerste elftal kwam op 10 april 2012, drie jaar nadat hij begon te spelen in het belofteteam. Op die dag werd er met 0–4 verloren op bezoek bij Barcelona en Arroyo mocht in de laatste minuut invallen voor Pedro Ríos. De eerste basisplaats was zes dagen later, toen er met 5–1 gewonnen werd van Sevilla. Op 1 augustus 2012 werd de rechterverdediger voor de duur van één seizoen verhuurd aan Alcorcón, waarvoor hij zes keer uitkwam. In 2015 verliet hij Getafe. Een jaar lang had hij hierna geen club, maar in 2016 kwam hij terecht bij Albacete. Hier verlengde hij in december 2018 zijn contract tot medio 2021. Na het aflopen van dit contract gingen club en speler uit elkaar, waarop Arroyo besloot op drieëndertigjarige leeftijd een punt achter zijn actieve loopbaan te zetten.